# Bond Electronic Exchange
Die Bond Electronic Exchange (BEX) ist eine Wertpapierbörse in Thailand, spezialisiert auf Anleihen. Sie wurde 2005 als Tochter der Thailand Stock Exchange gegründet.

## Geschichte
Sie wurde von der SET im Jahr 2004 ins Leben gerufen, um eine elektronische Handelsplattform (ETP) für institutionelle und Großanleger (den Großhandelsmarkt), das sogenannte Fixed Income and Related Securities Trading System (Firsts) zu entwickeln. Als zentrale ETP des Landes soll „Firsts“ ein effizientes Zentrum für den Anleihenhandel sein, da es ein Handelssystem, Abwicklungs- und Clearingdienste, transparente Offenlegung und effiziente Kommunikationskanäle bietet. Vor allem aber soll „Firsts“ Marktteilnehmern Handelsinformationen in Echtzeit bereitstellen, die ihnen effizientere Anlageentscheidungen sowie einen bequemeren, schnelleren und transparenteren Handel mit Anleihen ermöglichen.